# Região Centro-Este (Burquina Fasso)
O Centro-Este ou Centro-Leste (francês: Centre-Est) é uma das treze regiões administrativas de Burquina Fasso criadas em 2 de julho de 2001. Sua capital é a cidade de Tenkodogo.

## Províncias
A Região Centro-Este é constituída por três províncias:
- Boulgou
- Koulpélogo
- Kouritenga

## Demografia
| 1985    | 1996    | 2006      |
| 661 182 | 853 099 | 1 132 016 |